# Ángel Barja
Ángel Barja (Terroso, 5 de octubre de 1938 - León, 12 de febrero de 1987) fue un compositor español.
Cronológicamente pertenece a una etapa algo posterior a la llamada generación del 51, con músicos como Carmelo Bernaola, Luis de Pablo, Ramón Barce, Cristóbal Halffter, Xavier Benguerel y Tomás Marco, entre otros.
La figura de Ángel Barja es de difícil ubicación dentro de su contexto generacional. Mientras que los compositores españoles nacidos en torno a 1930 forman un grupo más homogéneo estéticamente y de corte rupurista, los que nacen en los 20 años siguientes presentan mucha más diversidad de corrientes y tendencias, a causa de una mayor libertad de creación. Esto se debe a que los primeros tuvieron que llenar el vacío artístico que ocasionó la Guerra Civil, abriendo paso así a los siguientes para optar por el camino que fuera más acorde con sus intereses.

## Biografía

### Formación y comienzos
En 1950 ingresa en el colegio de los padres redentoristas de El Espino (Burgos). Allí comenzó serios y continuados estudios de solfeo, piano y armonía. Compone a los quince años su primera obra coral, Campanas de Bastabales, sobre un texto de Rosalía de Castro, para coro a cuatro voces y solo de bajo.
En 1956 deja El Espino para ingresar en el noviciado redentorista de Nava del Rey (Valladolid). Un año después hace la profesión religiosa y llega al Colegio Mayor Redentorista de Valladolid para ampliar sus estudios. Allí fue alumno del compositor José María Goicoechea y del pianista Pablo San José, con quien pudo profundizar en la historia de la música, la estética y la interpretación musical, desde el gregoriano a las primeras vanguardias del siglo XX.
En 1961 obtiene en Madrid el diploma de Maestro en Canto Gregoriano.
Mientras ejercía como profesor de varias asignaturas en los colegios de El Escorial y de Astorga (1965-1966), componía música y dirigía los coros colegiales. Por esta época nacieron obras como las Canciones para violoncello y piano, varias piezas para piano que más tarde reuniría en el  Álbum de juventud (1963-1967), y otras obras para órgano, como Tema y variación y Meditación.

### Vida en Italia
En 1967 se traslada a Italia para completar sus estudios musicales en el Instituto Pontificio de Roma. Fue alumno de Vieri Tosatti, de Eugène Cardine, de Antonelli y de Bartolucci, y entró allí en contacto con músicos y grupos de vanguardia, como el Gruppo di Improvvisazione Nuova Consonanza. Conoció directamente a figuras muy destacadas como Luciano Berio, Goffredo Petrassi, Sylvano Busotti, Bruno Maderna, Luigi Nono, Mauricio Kagel, Pierre Boulez, John Cage, entre otros.
Viajó a Milán y a Venecia, y estuvo en Suiza, en Alemania y en Austria. En Viena estudió a fondo la obra epigramática de Anton Webern, a quien tomó como modelo a seguir, pero, como muy bien explicó Enrique Franco, “con un pensamiento libre y sin compromisos estéticos”.
De su fructífera etapa italiana provienen partituras como la Misa Ara Coeli, el Romance de la luna, luna, Canzone para orquesta de cuerda, 3 Piezas para orquesta, Canon para violín y viola, Cuarteto nº1 en Re mayor, numerosas obras pianísticas como Temas para piano, Itinerantes, Plegaria, Valzer, Canto en la vieja catedral, o para órgano como Tema antiguo para variaciones y Fuga y final.

### Llegada a León
En 1971 se instala en León para impartir sus habituales asignaturas en el Colegio Redentorista de Astorga. Allí comienza a dirigir la Capilla Clásica, coro leonés fundado en 1965, sustituyendo a su anterior director y amigo Adolfo Gutiérrez Viejo. Aparte de su labor como compositor, empezó a dar clases en el Conservatorio. Su afincamiento en León no favoreció las posibilidades de su carrera como músico, y a menudo su actividad tuvo que limitarse a la música coral, por ser más fácil de estrenarse que otras de sus obras camerísticas o sinfónicas. Por otra parte, él consiguió estimular notablemente la vida musical de la ciudad.
Sin embargo, en 1972 su labor comenzó a ser reconocida fuera de las fronteras provinciales gracias a que ganó numerosos concursos de composición. Obtuvo, por ejemplo, el 2º Premio del Concurso Internacional de Composición Organística de Ávila por su obra Lamentatio temporis, así como el Premio Nacional de Composición Polifónica por Madrigal.
En el año 1974 termina las Canciones Espirituales sobre textos propios y textos litúrgicos. También compone sus Madrigales y canciones sobre textos de poetas renacentistas y del siglo de oro. Por estos años su producción cuenta también con otras obras fundamentales como el Cuarteto nº2 Diálogos, el Cuarteto nº3 Contrapuntos joviales, la Suite para orquesta, que es en realidad una orquestación de obras anteriores, varias obras para piano como la Suite para piano, Divertimenti, Cantos de Esperanza y Cuadernos de lectura a primera vista, o el Canticum, para coro y orquesta de cámara.
Al año siguiente inicia un trabajo sistemático sobre la música tradicional leonesa, siendo una de sus más científicas y fecundas acciones sobre la música popular, editadas con el título de Canciones del reino de León (1976-1977).
Por su obra para órgano Retablo recibió de nuevo en 1976 el Premio Internacional de Composición Organística de Ávila.
En ese tiempo se enamora de una joven del coro, Begoña. Así su vocación religiosa entra en crisis y solicita la dispensa de las órdenes sagradas, que le conceden un año después. En el año de su boda, Barja escribió la música para la serie La Mancha, tierra de Don Quijote. En 1979 nace su única hija. En esa época la Capilla Clásica participa en la grabación de un disco para el Ministerio de Educación y Ciencia. El disco forma parte de la colección Monumentos históricos de la música española, titulada Maestros de Capilla de la Catedral de León (s.XVIII).

### Festival de Santander
En 1979, Barja comienza una fructífera colaboración con el Festival Internacional de Santander participando en los ciclos del santuario de la Bien Aparecida, con conciertos que organizaba Jose Luis Ocejo, director de la Coral Salvé de Laredo. En 1980 Barja presentó en el festival la obra Movimientos para tres trompetas y órgano, y el excelente quinteto vocal británico The Scholars cantó sus Madrigales y romances y sus Poemas del mar.
En 1981 obtuvo el Premio Internacional de Composición Polifónica de Tolosa, con su obra Cantiones de Job, y el Premio Rosalía de Castro de música coral. El año siguiente recibió también el Premio de Composición “Cristóbal Halffter” por su obra para órgano Preludio, canción y fuga.
En 1982 compuso los Cantos de noche alta, 15 piezas en recuerdo de toda la obra de Mompou, siendo una nueva aportación a su no corto catálogo pianístico. 
La música de cámara le atraía enormemente también como campo de experimentación y género más accesible al medio en que se movió, una España donde era impensable el número de orquestas que hay en la actualidad. En 1983 compuso el Trío para violín, violoncello y piano, por encargo del Trío Mompou. A ese año pertenece también su enigmático Cuarteto nº4 Fluencias, que tuvo un resonante estreno por el Coull String Quartet de Londres en el Festival de Santander.

### Últimos años
En 1984 obtuvo el Premio Nacional de Composición Ciudad de Zamora y el Premio de Composición Coral de San Vicente de la Barquera. La ciudad de León le rindió homenaje, con importantes participaciones como el Coull String Quartet, la Coral Salvé de Laredo y el crítico Enrique Franco. En ese mismo año recibió un encargo de la cantante madrileña Teresa Berganza para componer una ópera, que desgraciadamente por falta de tiempo no pudo terminar. Barja se encontraba inmerso en otras obra como el Planctum Jeremiae, encargado por The Scholars, que fue Premio Internacional de Composición en Tolosa. Recibió además el Premio Internacional de la Academia de Bellas Artes de Granada por su obra organística Impression for Bach.
En 1986, su obra Caro mea ganó el Premio de Composición Ciudad de Segorbe.
También escribió en estos años la Pequeña Suite, para dos flautas de pico y la Suite para un gentil órgano, e inició un quinto cuarteto que no pudo terminar.
En 1985 fue becado por la Diputación Provincial de León para realizar la recopilación del cancionero popular de la provincia, en colaboración con el folclorista Miguel Manzano, tarea que a causa de su fallecimiento tampoco pudo concluir. A finales de año inicia también su actividad periodística en el campo de la crítica y la divulgación musicales, a raíz de la creación del suplemento cultural del Diario de León, “El Filandón”.
En febrero de 1987, Barja fallece tras una larga enfermedad, dejando un legado de más de 600 obras de diversos géneros musicales.